# Mindennapi élet Franciaországban a felvilágosodás korában

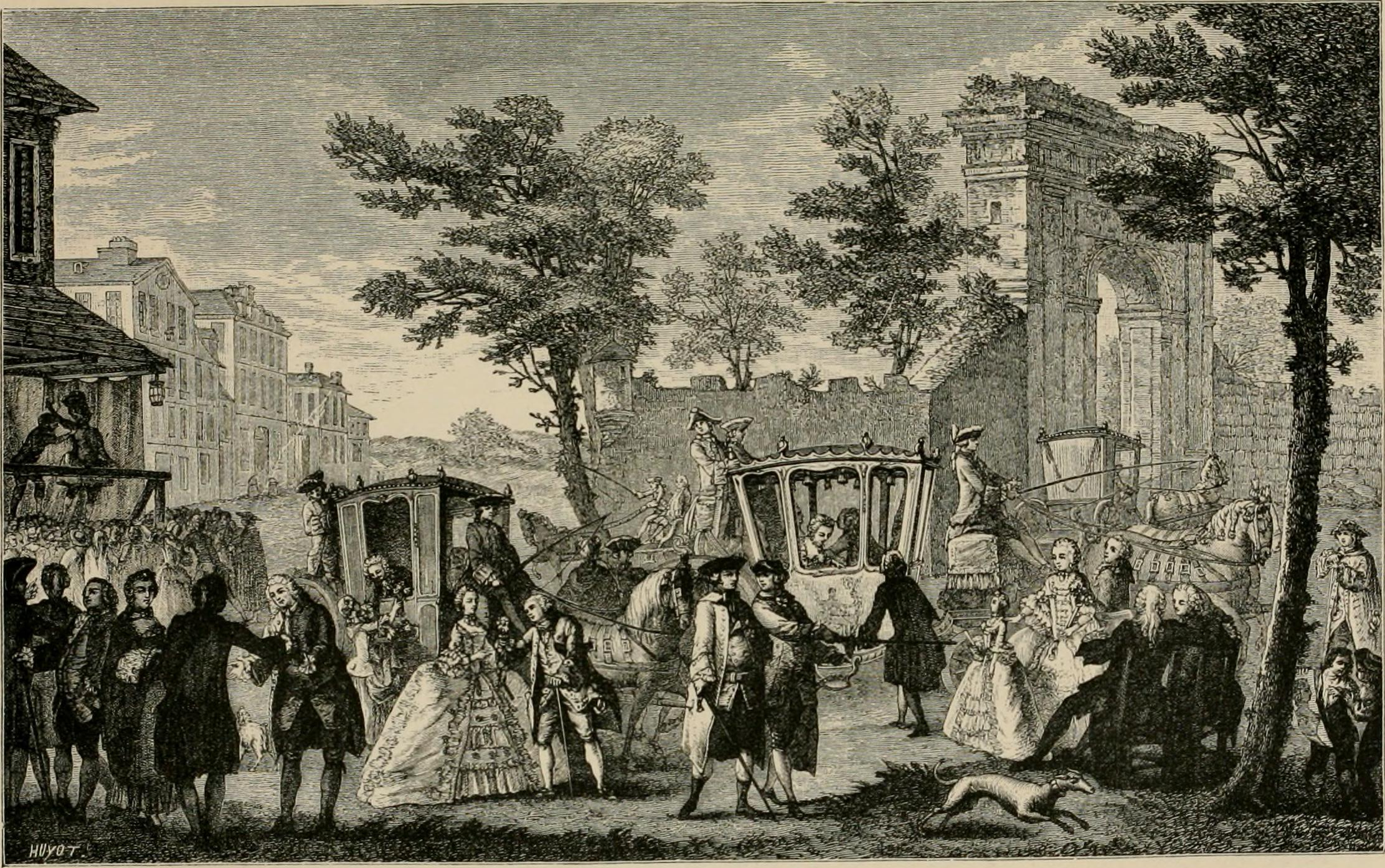
18. századi jelenet korabeli rézkarcon

A felvilágosodás kora Franciaországban a 17. század végétől az 1789-es nagy francia forradalomig tartott. A franciák mindennapi életének keretei ebben az időszakban is alapvetően a hagyományok és a vagyoni, társadalmi különbségek határozták meg, haladás alig volt érzékelhető. A mezőgazdaságban kevés volt a technikai újítás, az iparban megjelenő manufaktúrák is csak egy szűk réteg életkörülményeire hatottak. Vidéken továbbra is túlsúlyos maradt a naturálgazdálkodás, a termelés zöme a saját szükségletek kielégítésére szolgált, piacra csak kis része került. A változás lassúsága miatt a városok gyarapodása szinte észrevétlen maradt. A közlekedés fő eszköze továbbra is a ló vontatta jármű volt, bár nőtt a jelentősége a folyami és tengeri hajózásnak. 1772-ben azonban még tíz napot vett igénybe az utazás Párizsból Bordeaux-ba, 1785-ben pedig már csak öt és fél napot, az utak kiépítése és a sűrűbb postaállomások, gyakoribb lóváltás miatt.
Az életkörülmények lassú, fokozatos javulása kedvezett a a népszaporulatnak. Franciaország ebben az időszakban a a kontinens legnépesebb állama lett, de az átlagéletkor még mindig csak negyven év körül volt az egészségügyi viszonyok javulása, a járványok ritkasága ellenére.
A társadalom állapotát a rendiség determinálta, de mind világosabbá vált, hogy a pénz, tőke felül tud kerekedni a rendi korlátokon. Fokozatosan elmosódtak az arisztokrácia és a nagypolgárság közötti különbségek, ezekben a társadalmi rétegekben voltak a leggyorsabbak a változások a divatok hatására.
A városi szegények és a falusi paraszti társadalom életmódja konzervatívabb, de a városok, vidékek, foglalkozások szerint meglehetősen különböző volt. Az egyenlőségre való törekvés a külsőségekben a század végére erősödött fel, részben az angol befolyás, öltözködési divatok hatására.
Ebben a nagy történelmi változások előtti időszakban a széles tömegek mindennapi életére egyelőre inkább az állandóság volt a jellemző.

## A királyi udvar

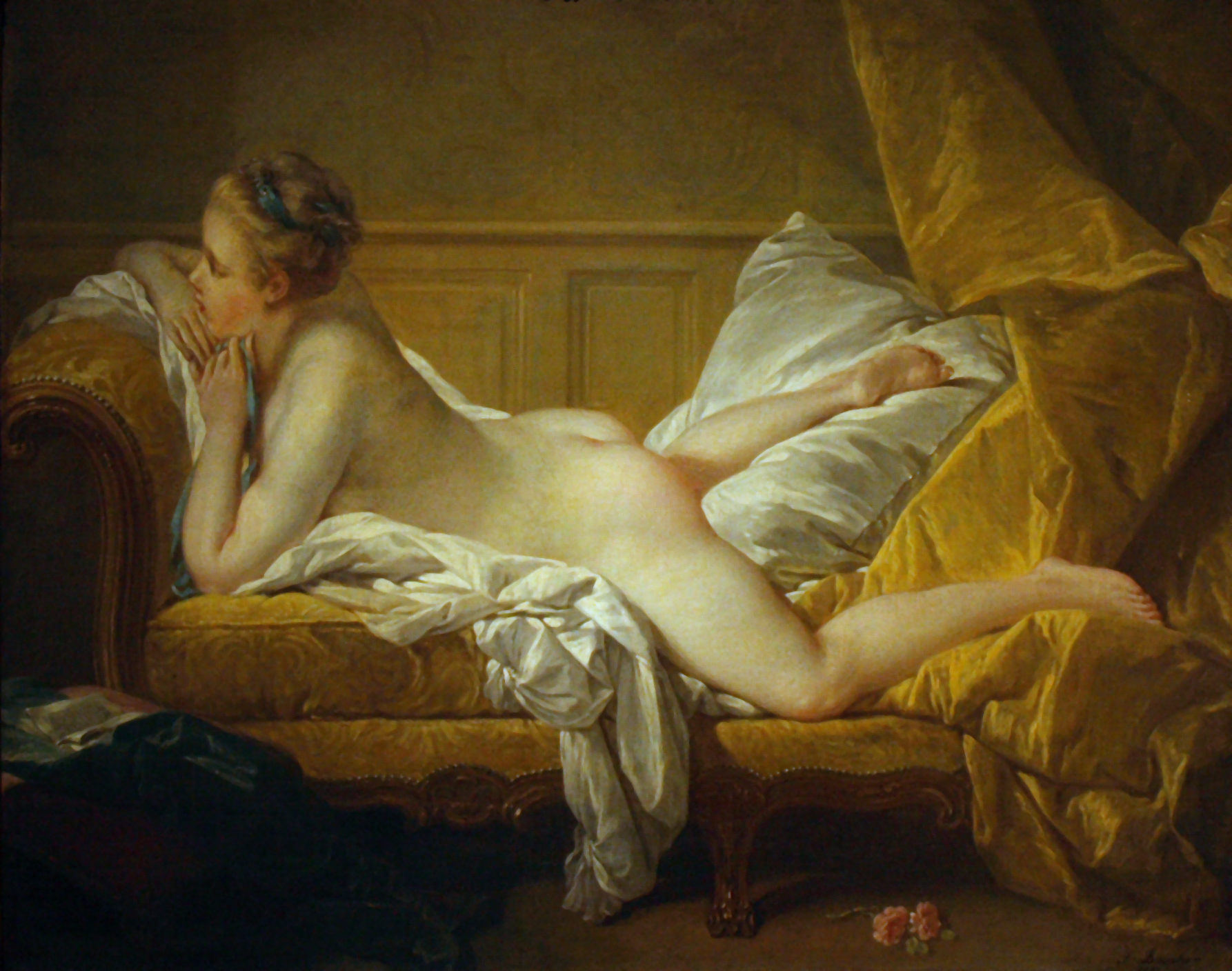
XV. Lajos egyik szeretője a sok közül, a 15 éves Marie-Louise O'Murphy

A királyi udvar a francia társadalom központja volt ebben a korban; a korabeli vélekedés szerint az országnak két fővárosa volt, Versailles és Párizs. A versailles-i udvari szokások bonyolult rendszere az uralkodó és vele az udvar életét reggeltől estig részletesen szabályozta. Különösen meglepő és visszatetsző volt a külföldi kortársak, így naplója szerint gróf Teleki József számára is a király felkelésének ceremóniája, aminek során az uralkodó reggeli „toilettjét” meghívott urak sokasága előtt végezte el. Az egymást követő uralkodók, XIV., XV. és XIV. Lajos francia király élvhajhász, parazita életmódja ebben a korban még természetesnek és elfogadottnak látszott, de aztán azt a forradalom később szélsőséges módon kipellengérezte. XVI. Lajos idején a katonai és polgári udvartartás létszáma 15 000 főt tett ki, és költségvetése évi 40–45 millió livre volt, az állami jövedelem 10 százaléka. A fényűzés vita témája volt a felvilágosodás vezető gondolkodói között is, Voltaire például ezt a költekezésből hasznot húzó nagypolgársággal egyetértve a fejlődés egyik hajtóerejének tartotta, mások, így Rousseau, megvetendő pazarlásnak.

## Párizs
Párizs gazdasági és kulturális jelentősége e korszakban folyamatosan növekedett, annak ellenére, hogy a hivatalos főváros Versailles volt. A francia nagyváros 1759-ben már húsz kerületből állt, és lakossága meghaladta a félmillió főt, a század végére pedig a hatszázezret. Házainak száma 25 000 körül volt, és sok volt közöttük a 4-5 emeletes, bár nagy részük kívülről mai szemmel igen elhanyagolt lehetett. A városban már működött tűzoltóság, voltak közkutak, a szennyvizet csatornákon vezették a Szajnába. Közvilágítás is volt már 600 utcai lámpás formájában. 15 híd volt már a Szajnán, emellett csónakok is közlekedtek a két part között. A város ellátása évenként nagy átlagban 300 millió liter búzát, 90 000 marhát, 120 000 borjút, 200 000 birkát, számtalan szárnyast és vadat vett igénybe. Évente a párizsiak 90 millió liter bort ittak meg, valamint sok likőrt, almabort és sört. 18 fedett vásárcsarnok volt a városban. A város vezetői a rendőrfőnök  (lieutenant général de police) és a a kereskedők elöljárója (prévót des marchands) voltak.
A belső kerületekben árusok lepték el az utcákat, hangosan kínálgatva árujukat. A szekerek, fiákerek, hintók kocsisai nagyokat kiáltottak hangjelzés gyanánt. Sűrűn voltak ünnepségek, felvonulások, körmenetek. Általános volt a babonaság, sokan hittek a csodákban és a boszorkányokban.
Az arisztokraták, nagypolgárok palotákban (hótel) éltek;  csak XVI. Lajos idején 600 új palota épült a Saint-Germain és a Saint-Honoré negyedben. A polgárok anyagi helyzetüknek megfelelő néhány szobás házakban vagy lakásokban laktak, a munkások lakásai 1-2 szobásak voltak. A szegények a külvárosokban éltek, vagy a tetőterekben kialakított lakásokban (mansarde) laktak.
Az arisztokraták és a nagypolgárok fényűzően rendezték be lakásaikat, nagy személyzetet alkalmaztak. Ebben a korban a lakberendezés már a kispolgároknál is viszonylag gazdag volt. Egy órás hagyatékában 1789-ben például egy ebédlőasztalt, egy kétfiókos bútordarabot, egy íróasztalt, egy komódot, egy háromfiókos ruhásszekrényt, két ágyat, különböző székeket soroltak fel. A munkások csak a legszükségesebb darabokkal – ágy, asztal, szék, komód – rendelkeztek.

## A vidéki Franciaország
A vidéki nagyvárosok, különösen a gazdasági központok, így például Nantes és Bordeaux, Nancy vagy Lyon is, modernizálódtak, igyekeztek utánozni a legújabb párizsi divatokat, de voltak konzervatív városok is, ahol ragaszkodtak a régebbi barokk formákhoz, szokásokhoz.
A falusi élet sokkal konzervatívabb maradt, őrizte a patriarchális viszonyokat. A falu és az egyházközség egybeesett, és a plébános volt a közvélemény alakítója. A vasárnapi mise után ismertették a falut érintő eseményeket, felolvasták a rendeleteket. Falugyűléseket is tartottak, ahol a közös ügyeket intézték a helyi tisztviselők irányításával. A bíró nemcsak a község elöljárója, hanem a királyi intendáns embere is volt, az állami rendeletek végrehajtója. A földesurak irányították az igazságszolgáltatást, ők jelölték ki a tisztviselőket.

### Lakás
A parasztok közül a tehetősebbek szoba-konyhás házakban éltek. A szegényparasztok háza egyetlen helységből, annak bútorzata tűzhelyből, asztalból, padokból és ágyból állt. A parasztházak mellett gazdasági melléképületek, pajták álltak, és a legszegényebbek kivételével volt néhány háziállatuk is, tehén, sertés, kecske, baromfi. Disznót vágtak, esetleg ökröt vagy birkát.
Nicolas-Edme Rétif író  beszámolt arról, hogyan élt vidéken az ő viszonylag jómódú családja. Hajnalban keltek, rövid ima után a család a béresekkel együtt reggelizett. Munka után este együtt vacsoráztak, huszonketten ültek az asztalnál. A gazda tojást evett kenyérrel, és két pohár bort ivott. Vacsora után felolvasott a Bibliából, imádság, télen pedig mese és beszélgetés következett.

### Öltözködés

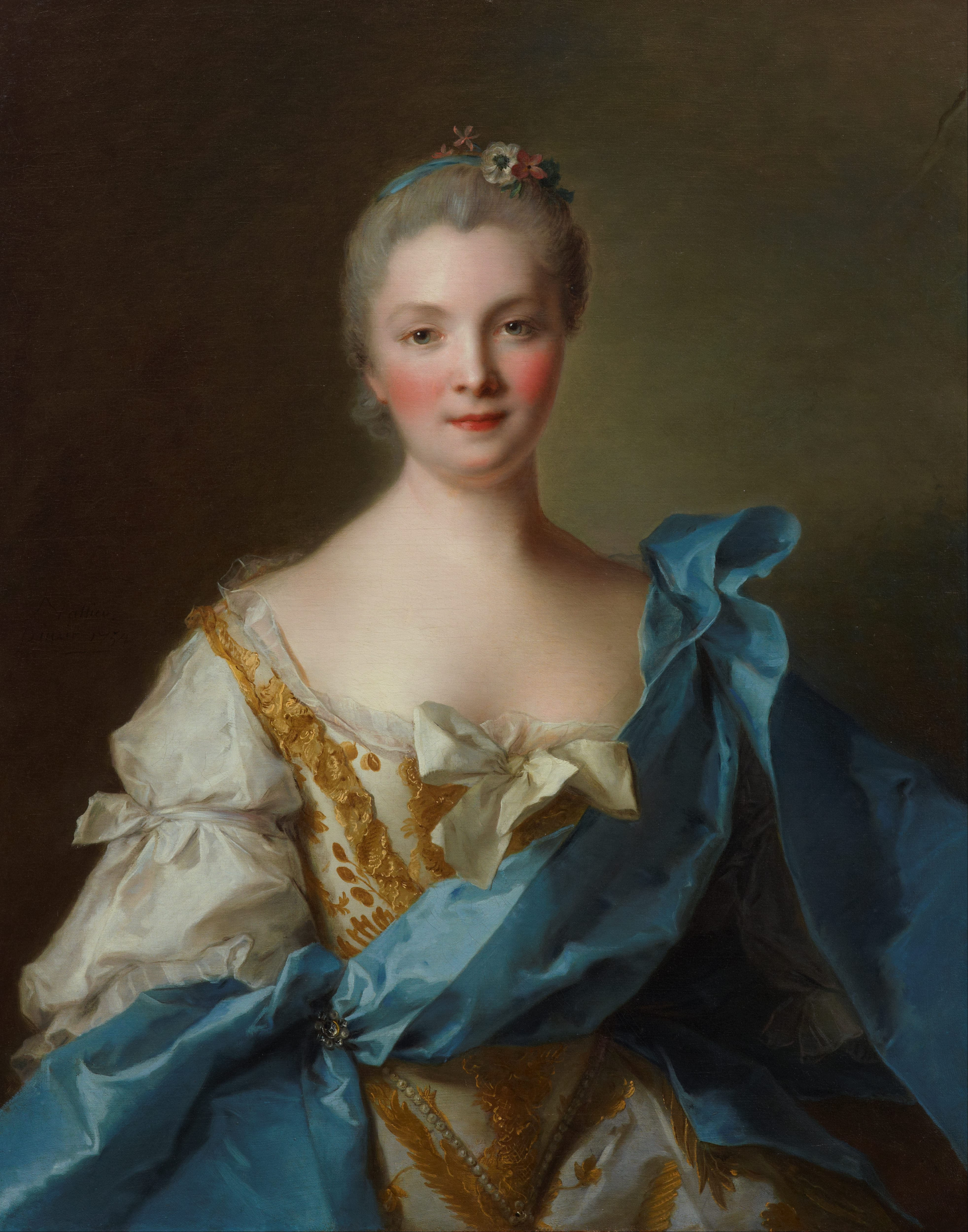
Előkelő hölgy portréja 1754-ből

Az öltözködés tükrözte a rendi társadalom különbségeit, bár a nemesség és a polgárság gazdagabb rétegei között a különbségek csökkentek. Az előkelő hölgyek jelentősebb alkalmakkor abroncsra erősített krinolint viseltek, derekukon fűzőt, a kivágás a kebleket szinte szabadon hagyta. A hétköznapokon inkább tunika szabású, hosszú ujjú, a szoknyával egybevarrott ruhát viseltek. A hajviselet a 18. század elején még viszonylag alacsony volt, aztán a hatvanas évektől egyre magasabb, végül valóságos torony, amelyet gazdagon, akár hajómodellel is díszítettek. A hegyes orrú, magas sarkú cipő selyemből vagy vászonból készült, csatokat, szalagokat tettek rá.
Az előkelő férfiak térdig érő felsőruhát (redingote) hordtak, alatta selyemmellénnyel. A ruha hátsó szárnyai változó nagyságúak voltak. A mellény alatt csipkés vagy fodros inget viseltek, ami később gallért is kapott, a nyakkendőt hátul kötötték meg. A szoros térdnadrág a combokra feszült. A harisnyát 1730-ig a nadrág fölött, utána a nadrág alatt csatolták. A férfi bőrcipő sarka a század elején magas volt, később egyre alacsonyabb lett, 1770 után pedig csatok kerültek rá. Ekkoriban elterjedt a csizma viselete is. A paróka 1760-ig volt divat, utána a saját hajukat rizsporozták. 1770 után elterjedt a háromszögletű kalap.
Nők és férfiak egyaránt erős illatszereket használtak, különösen azért, mert alig mosakodtak. Az előkelőek divatja rendkívül díszes volt élénk színekkel. A polgár férfiak durva anyagból készült sötét ruhákba öltöztek, kerek vagy négyszögletű parókát viseltek, sötét gyapjúharisnyát húztak, vastag talpú cipőket hordtak. A nők az alsószoknya fölött gyapjú vagy lenvászon hosszú szoknyát, felül kivágott inget, valamint kötényt és hegyes orrú, középmagas sarkú cipőt hordtak.
A század közepétől a gazdag polgárság viselete egyre inkább közelítette a nemesekét. Barbier ügyvéd így panaszkodott:

„Ma, amikor a luxus elhatalmasodott, és a pénz az, amely mindent tenni képes, minden összekeveredett Párizsban; a jómódú iparosok és a gazdag kereskedők kiléptek státusukból, és már nem számítják magukat a nép közé”

. 
A szegények viselete falun és városon egyaránt egyformán nyomorúságos volt, csakúgy, mint az előző századokban. Nem hordtak fehérneműt, sokan mezítláb jártak. A férfiak különböző szövetdarabokból összeállított kabátot viseltek, a széles szárú nadrágjuk térdig vagy a lábszár közepéig ért. A térdnadrág (culotte) körükben ismeretlen volt, és ezért nevezték később a párizsi plebejusokat „sans culotte”-oknak. Hajuk a kötelező kalap, fejfedő alatt rendetlen volt. A nők szoknyát és ingvállat, valamint főkötőt viseltek. Rossz időben, télen
mindenki vastag talpú, erős bőrcipőt vagy szíjakból, kötélből font sarut, esetleg facipőt hordott.
Jean-Jacques Rousseau dicsérte a munkáslányok viseletét, akik rövid szoknyát és fátyolszövetből készült ingvállat hordtak, amit szalaggal díszítettek. A párizsi grisette (főleg varró- vagy kalaposlány) már a 18. század végén híres volt arról, hogy öltözetében egyszerű és csinos, a női coquetterie (tetszeni vágyás) mintaképe.
Egyes szakmák képviselői, mint a fodrászok, a nyomdászok, a szabók, a kereskedelmi alkalmazottak ruházatukban igyekeztek hasonulni az elegáns nemesek vagy polgárok öltözködéséhez. Emellett Párizsban időnként a szegények is hozzájutottak a gazdagok levetett ruháihoz, és így némelyek jól öltözötteknek tűntek.
A század folyamán külföldi divathullámok is elérték Párizst. Amikor XV. Lajos feleségül vette Leszczyńska Máriát, elterjedt a lengyel divat. A hétéves háború idején a magyar divat jelent meg, ami visszahozta a száz évvel korábbi rövid magyar katonai kabát (hongreline) viseletét. Amikor a trónörökös spanyol infánsnőt vett feleségül, a spanyol divat terjedt el. Az 1760-as években a görög divat tört előre. A nyolcvanas években angol hatás mutatkozott, leginkább a férfidivatban. A forradalom idején a divat antik görög és római hatásokat mutatott.

### Étkezés
A közös étkezés a társadalom minden rétegében fontos volt, a társasági élet egyik fő formája. XIV. Lajos uralkodásának a végén reggel 7–8 óra körül reggeliztek, 12-kor ebédeltek és este 7-kor vacsoráztak. Reggel leginkább levest ettek, ami egyaránt fő étke volt a szegényeknek és a gazdagoknak. Az előkelők között ekkoriban terjedt el a csokoládé, a tea és a kávé fogyasztása. XIV. Lajos udvarában divat volt, különösen délben, nagy mennyiségű ételt fogyasztani. A király maga gyakran egyedül étkezett. XV. Lajos viszont társaságban szeretett enni, és szerényebben, mint elődje.
Egy 1744-ből fennmaradt menü szerint a királyi asztalnál ebédre felszolgáltak kappan-, fogoly-, galamb- és kakastaréjlevest, különböző szárnyasokból készült leveses előételeket, majd
borjú- és galambhúst, csirkebecsináltat, fasírozott fogolyhúst, különböző, ismét szárnyasokból készült sült, mártásos és gombás meleg előételeket, majd főételként sülteket, zöldségféléket és salátákat. Böjtös napokon halakat, máskor vadhúsokat kínáltak. A zárófogást, az édességet krémek, sütemények, gyümölcsök jelentették. Italként elsősorban jó borokat fogyasztottak.
Az arisztokrácia és a nagypolgárság az udvar szokásait utánozta, egyfajta versengés formájában, és ha lehet, még többet költött étkezésre, mint a király. A jómódú, de takarékosabb polgárság ebédje egy 1764-es leírás szerint Párizsban a következőkből állott: leves paraszt módra, jól átsült karaj többféle körettel, sült pulyka, saláta, galambhússal és mandulás krémmel töltött meleg sütemény, desszertként sajtot, befőtt, cukorkát, szárított sárgabarackot és végül kávét szolgáltak fel. Jean Anthelme Brillat-Savarin korabeli jogász és gasztronómus ezt a menüt egyszerűnek, mértéktartónak nevezte.
A Bastille-ban fogvatartott urak is – saját költségükre – jó étkezésben részesülhettek. Jean-François Marmontel enciklopédista erről így írt 1761-ben:

„Kitűnő leves, ízletes marhahús szelet, főtt kappancomb zsírosan és olvadósan, egy kis tál sült articsóka marinírozva, ugyancsak egy kis tál spenót, egy szép körte, friss szőlő, egy üveg burgundi óbor és a legjobb mokkakávé.”

A gazdagok hihetetlen összegeket költöttek a konyhák felszerelésére, drága ezüst és porcelán beszerzésére, divatos szakácsok és nagy konyhaszemélyzet foglalkoztatására is. 
A parasztok étkezése természetesen sokkal egyszerűbb volt. Rousseau-t egyszer egy paraszt lefölözött tejjel, zabkenyérrel vendégelte meg, majd amikor bizalmasabb viszonyba kerültek, akkor búzakenyeret, sonkát, bort és „vastag omlettet” is kapott.
Mindenütt a leves volt a fő étel a benne főtt kenyérrel, amelyhez néha vajat vagy olajat tettek, vasárnap szalonnát vagy tejet. Bretagne-ban a kölest használták a legkülönbözőbb ételfajtákhoz, Közép-Franciaországban gesztenyéből, Bordeaux vidékén kukoricából készült ételeket fogyasztottak. A zöldségek közül leginkább a káposztát és a különböző zöldbabféléket alkalmazták. A tejből főleg vajat vagy sajtot készítettek. Igen szerették a tojást. A húsok közül a legnépszerűbb a malachús volt. Egyes marhatenyésztő vidékeken elterjedt a sózott marhahús fogyasztása, amit hosszú időre el lehetett tenni.
Borvidékeken természetesen sok bort fogyasztottak, Bretagne-ban almabort.

## Értelmiségi életmód

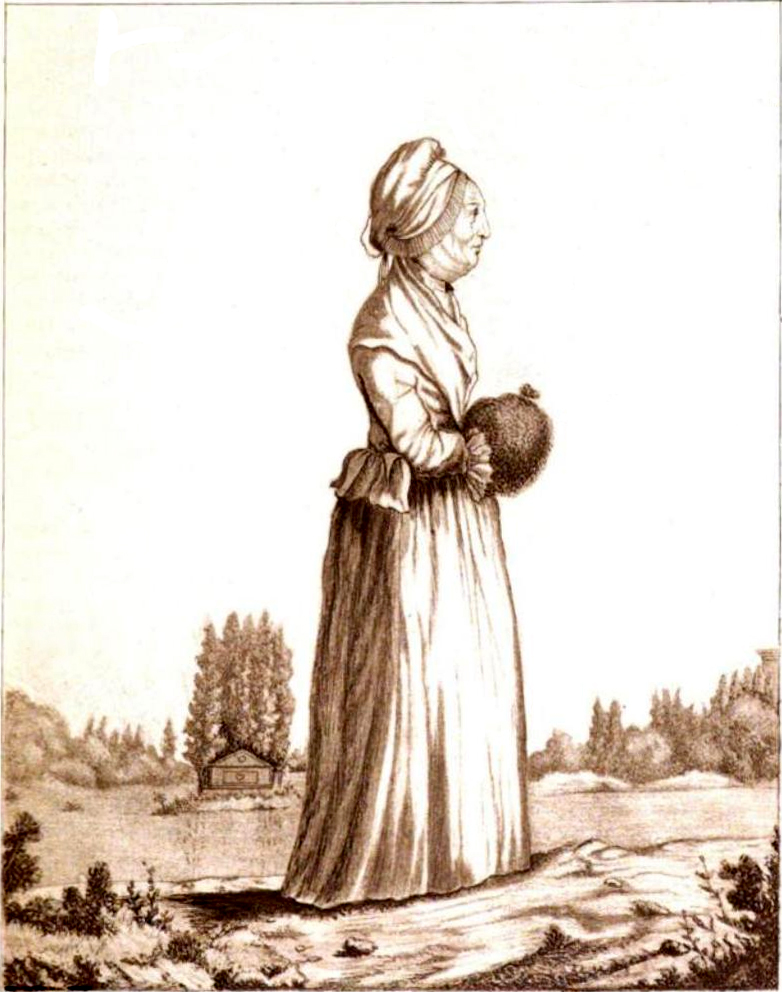
Rousseau feleségének portréja

Az értelmiségiek életmódja anyagi helyzetük és egyéni hajlamaik szerint igen változatos lehetett. Georges-Louis Leclerc de Buffon, a dúsgazdag nemesi származású természettudós vidéki kastélya és párizsi lakása között váltogatta lakóhelyét. Rendesen hajnali 5-kor kelt, átadta titkárának jegyzeteit, 8 órakor házvezetőnőjével átnézte a kiadásokat. Üzletemberként ingatlanközvetítéssel, ipari tevékenységgel is foglalkozott. Borbélya rendbe tette hajviseletét, majd reggelizett – két pohár burgundi és egy darab kenyér. Tisztálkodásként lábat
mosott, felöltözött, majd nekifogott tudományos munkájának. Délután 2-kor kiadósan megebédelt, rövid pihenés és séta után folytatta a munkát. Egyszerű vacsorát követően este 10-kor tért nyugovóra. Amikor Párizsban tartózkodott, esténként szalonokba járt, és színházi előadásokat tekintett meg.
Jean-Jacques Rousseau 1770-ben Párizs egyik legzajosabb és leghírhedtebb utcájában élt feleségével egy ötödik emeleti lakásban kottamásolásból. Otthon fehér hálósipkát és felsőkabátot viselt, szemüveget hordott. Időnként egy spinéten játszott. Lakásában két ágy volt, kék és fehér csíkos ágyneművel, amilyen a szoba tapétája, meg egy komód, egy asztal és néhány szék. Kanárit tartott, a verebeket is etette az ablakpárkányon.
Reggel 5 órakor kelt, fél 8-ig kottát másolt, aztán reggelizett majd folytatta a másolást fél 1-ig. Ekkor kiadósan megebédelt, aztán fél 2-kor felvette parókáját, felöltözködött, kisétált a városba. Betért könyvesboltokba, kávéházba, biliárdozott. Jó időben kirándulgatott növényeket gyűjteni herbáriuma számára. Naplementekor hazatért, vacsorázott és fél 10-kor feküdt le.

## Korabeli utazók véleményei

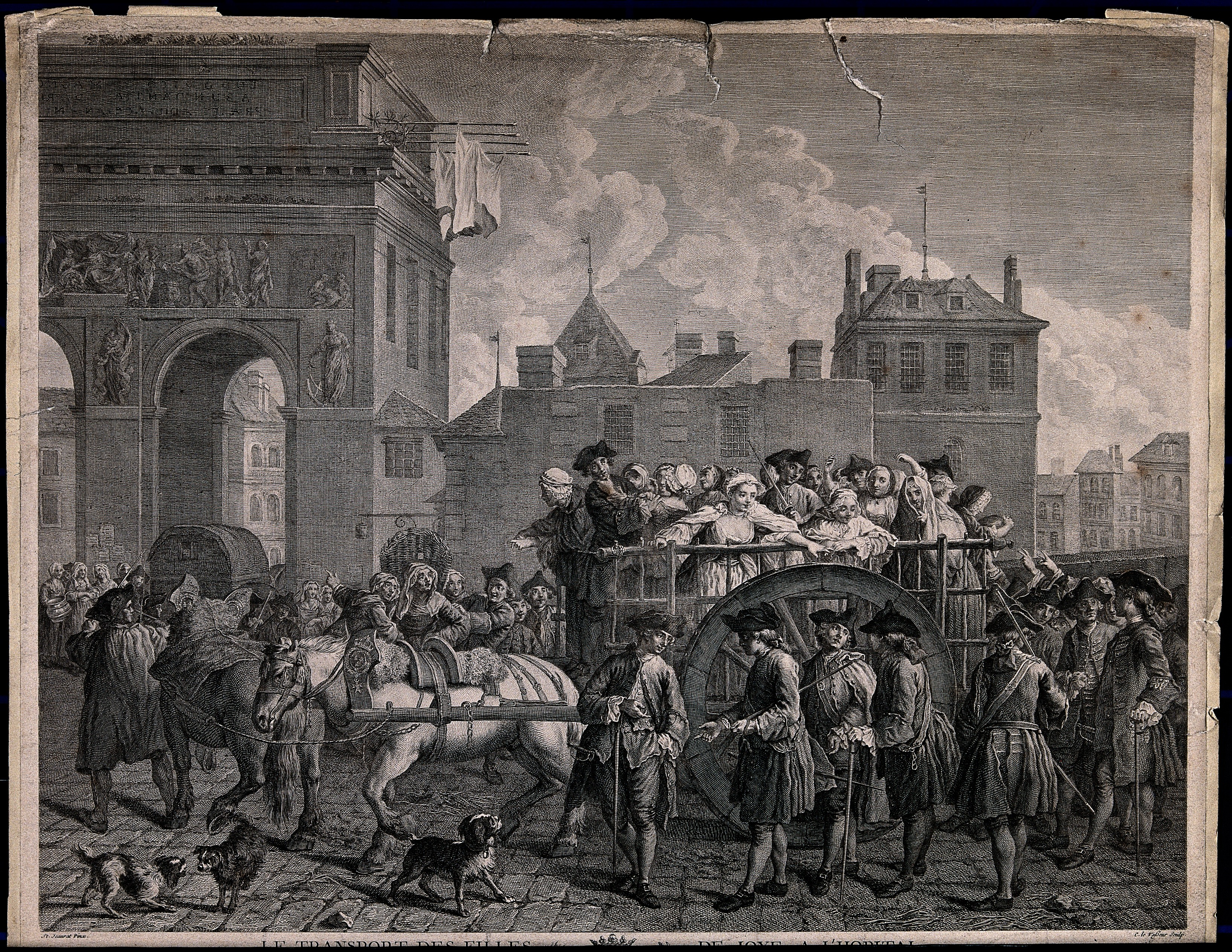
Összeterelt prostituáltakat visznek ki a városból, korabeli rézkarc

Az udvari szokások kapcsán már említett  Teleki József 1760 végén, 1761 elején felkereste Párizs nevezetességeit, részt vett a parlament és az Akadémia gyűlésein, színházakba járt. Meglátogatta a Gobelin-manufaktúrát (Manufacture de Gobelins) és naplójában részletesen leírta a szőnyegkészítés menetét. Érdekelte az üveggyártás, különösen a tükrök készítése. Ismeretséget kötött arisztokratákkal, nagypolgárokkal, tudósokkal. Rousseau-t is meglátogatta, aki elismerően nyilatkozott a gróf Essai sur la foiblesse des esprits-forts című, Leidenben megjelent munkájáról. Számos pozitív élménye ellenére Párizst romlott városnak tartotta főleg a kiterjedt prostitúció miatt.
1787-ben, a forradalom előestéjén látogatott Párizsba egy másik neve magyar, Berzeviczy Gergely. A művelt világ középpontjának tartotta, de megállapította, hogy a  nagyszerűségek, a luxus mellett a rothadás is megmutatkozik. A párizsi házasságot úgy értékeli, hogy az általában csak szertartásos konvenció, de dicséri az előkelő társaság udvariasságát, társalgási kedvét, az Encyclopédie mint társalgási téma jelentőségét.
Egyébként a várost piszkosnak írta le, és meglátta az anyagi helyzet szerinti nagy különbséget az urak megjelenésében is. „Hímzett fekete ruha, kard, kalap a hónalj alatt, csipkés ing, amely azonban kéthetes használat jeleit mutatja” írt a szegény párizsiakról. Ellenben „A gazdagnak két órája van, minden ujján gyűrű, feltűnő frizurát visel, kiáltó színekbe öltözik, hetyke, fütyül és énekel, de negyven éven túl ő nagyon is tiszteletre méltó ember lesz”.
A versailles-i kastélyt nagyszerűnek tartotta, azonban úgy látta, hogy az udvartartás „elszívja a király jövedelmét, és alapjában véve az elnyomott paraszt keserű verejtékéből táplálkozik.” Berzeviczyt felháborította a szegényekkel, szerencsétlenekkel szemben tanúsított önkény is. A fővárosból a gyakran tolvajlásból meggazdagodott főemberek sok ezer mélyszegénységben élő embert, piti bűnözöket, prostituáltakat, nemi betegeket ítélet nélkül telepítettek ki közeli helységekbe, ahol embertelen körülmények között tartották őket.
Arthur Young angol író, utazó 1787–89-ben leírta, hogy nagy változások előtt áll az ország a rossz gazdasági helyzet és az alkalmatlan kormány miatt. Kijelentette, hogy az „amerikai forradalom óta szinte óráról órára dagad a szabadság kovásza”.

## Kapcsolódó szócikk
- Mindennapi élet Londonban I. Erzsébet korában